# 2. československá fotbalová liga 1956
V soubojích 25. ročníku druhé nejvyšší fotbalové soutěže – 2. československé fotbalové ligy 1956 – se utkalo 24 mužstev ve dvou skupinách po 12 účastnících každý s každým dvoukolovým systémem jaro–podzim. Tento ročník začal v neděli 25. března 1956 a skončil v neděli 18. listopadu 1956.

## Skupina A
| Poř. | Tým                             | Z  | V  | R | P  | VG | OG | B  |
| ---- | ------------------------------- | -- | -- | - | -- | -- | -- | -- |
| 1.   | Tankista Praha (S)              | 22 | 15 | 4 | 3  | 76 | 29 | 34 |
| 2.   | DSO Spartak Plzeň LZ            | 22 | 12 | 5 | 5  | 49 | 38 | 29 |
| 3.   | DSO Dynamo Karlovy Vary         | 22 | 13 | 2 | 7  | 52 | 26 | 28 |
| 4.   | DSO Spartak Praha Stalingrad    | 22 | 9  | 6 | 7  | 51 | 41 | 24 |
| 5.   | DSO Tatran Teplice              | 22 | 10 | 4 | 8  | 41 | 36 | 24 |
| 6.   | DSO Spartak Motorlet Praha (N)  | 22 | 7  | 7 | 8  | 37 | 44 | 21 |
| 7.   | DSO Lokomotiva Nymburk (N)      | 22 | 8  | 5 | 9  | 41 | 52 | 21 |
| 8.   | DSO Spartak Mladá Boleslav AZNP | 22 | 9  | 3 | 10 | 36 | 49 | 21 |
| 9.   | DSO Spartak Čelákovice          | 22 | 8  | 3 | 11 | 41 | 43 | 19 |
| 10.  | DSO Lokomotiva Liberec (S)      | 22 | 7  | 5 | 10 | 39 | 45 | 19 |
| 11.  | DSO Jiskra Semtín               | 22 | 6  | 4 | 12 | 32 | 51 | 16 |
| 12.  | DSO Lokomotiva Plzeň (N)        | 22 | 2  | 3 | 17 | 22 | 68 | 8  |

Poznámky:
- Z = Odehrané zápasy; V = Vítězství; R = Remízy; P = Prohry; VG = Vstřelené góly; OG = Obdržené góly; B = Body; (N) = Nováček (postoupivší z nižší soutěže); (S) = Sestoupivší z vyšší soutěže

|  | Postup do I. čs. fotbalové ligy 1957/58 |
|  | Sestup do Oblastní soutěže 1957/58      |

## Skupina B
| Poř. | Tým                                 | Z  | V  | R | P  | VG | OG | B  |
| ---- | ----------------------------------- | -- | -- | - | -- | -- | -- | -- |
| 1.   | TJ Rudá hvězda Brno                 | 22 | 17 | 3 | 2  | 69 | 17 | 37 |
| 2.   | DSO Baník Vítkovice                 | 22 | 13 | 1 | 8  | 55 | 43 | 27 |
| 3.   | DŠO Slovan NV Bratislava „B“        | 22 | 13 | 1 | 8  | 54 | 24 | 27 |
| 4.   | DSO Slovan Prostějov (N)            | 22 | 12 | 2 | 8  | 57 | 39 | 26 |
| 5.   | DŠO Slavoj Nitra                    | 22 | 10 | 5 | 7  | 48 | 41 | 25 |
| 6.   | DŠO Iskra Odeva Trenčín (N)         | 22 | 11 | 2 | 9  | 53 | 40 | 24 |
| 7.   | DŠO Lokomotíva Spišská Nová Ves (N) | 22 | 9  | 2 | 11 | 51 | 62 | 20 |
| 8.   | VTJ Dukla Trenčín                   | 22 | 8  | 3 | 11 | 36 | 39 | 19 |
| 9.   | DSO Sokol Lanžhot                   | 22 | 7  | 2 | 13 | 43 | 84 | 16 |
| 10.  | DSO Spartak Gottwaldov              | 22 | 7  | 1 | 14 | 37 | 46 | 15 |
| 11.  | VTJ Dukla Olomouc                   | 22 | 5  | 4 | 13 | 34 | 43 | 14 |
| 12.  | DŠO Lokomotíva Zvolen               | 22 | 6  | 2 | 14 | 23 | 64 | 14 |

Poznámky:
- Z = Odehrané zápasy; V = Vítězství; R = Remízy; P = Prohry; VG = Vstřelené góly; OG = Obdržené góly; B = Body; (N) = Nováček (postoupivší z nižší soutěže); (S) = Sestoupivší z vyšší soutěže

|  | Postup do I. čs. fotbalové ligy 1957/58 |
|  | Sestup do Oblastní soutěže 1957/58      |